# Demografía de Portoviejo
De acuerdo al VII Censo de Población y VI de Vivienda 2010, realizado el 28 de noviembre del 2010, la población de la ciudad de Portoviejo (Ecuador) era de 206.682 en su área urbana y 16.404 en su periferia (población rural).
| Gráfica de evolución demográfica de Demografía de Portoviejo entre 1950 y               |
|                                                                                         |
| Instituto Nacional Estadística y Censos de Ecuador - Elaboración gráfica por Wikipedia. |

| Evolución de la población de la ciudad de Portoviejo en relación con el cantón Portoviejo y la provincia de Manabí |                      |                   |                     |
| Censos | Ciudad de Portoviejo | Cantón Portoviejo | Provincia de Manabí |
| 1.950 | 16.330               | 63.090            | 401.378             |
| 1.962 | 32.228               | 95.651            | 612.542             |
| 1.974 | 59.550               | 126.957           | 817.966             |
| 1.982 | 102.628              | 167.085           | 906.676             |
| 1.990 | 132.937              | 202.112           | 1'031.927           |
| 2.001 | 171.847              | 238.430           | 1'186.025           |
| 2.010 | 206.682              | 280.029           | 1'369.780           |
| Fuente: Instituto Nacional de Estadísticas y Censos                                                                |                      |                   |                     |